# Charbonnières-les-Sapins
Charbonnières-les-Sapins är en kommun i departementet Doubs i regionen Bourgogne-Franche-Comté i östra Frankrike. Kommunen ligger i kantonen Ornans som tillhör arrondissementet Besançon. År 2014 hade Charbonnières-les-Sapins 190 invånare.

## Befolkningsutveckling
Antalet invånare i kommunen Charbonnières-les-Sapins
Referens:INSEE